# Talamello
Talamello (romanyol nyelven Talamèl) település Olaszországban, Emilia-Romagna régióban, Rimini megyében. Lakosainak száma 1067 fő (2023. január 1.). Talamello Novafeltria, Mercato Saraceno, Sogliano al Rubicone és Maiolo községekkel határos.

## Népesség
A település lakossága az elmúlt években az alábbi módon változott:
| Lakosok száma | 1088 | 1097 | 1067 |
|               | 2017 | 2018 | 2023 |